# 穀口魚屬
穀口魚屬為輻鰭魚綱仙女魚目帆蜥鱼亚目齿口魚科的一属。

## 下属物种
- 大西洋穀口魚(Coccorella atlantica)
- 阿氏穀口魚(Coccorella atrata)

## 擴展閱讀
維基物種上的相關：穀口魚屬